# Castéra-Lectourois
Castéra-Lectourois (gaskognisch Lo Casterar Leitorés) ist eine französische Gemeinde mit 337 Einwohnern (Stand 1. Januar 2022) im Département Gers in der Region Okzitanien; sie gehört zum Arrondissement Condom und zum Gemeindeverband Lomagne Gersoise. Seine Bewohner nennen sich Castéralais/Castéralaises.

## Geografie
Castéra-Lectourois liegt auf einer Anhöhe rund 37 Kilometer nördlich der Stadt Auch im Norden des Départements Gers. Die Gemeinde besteht aus dem Dorf Castéra-Lectourois, mehreren Weilern sowie Einzelgehöften. Der Gers  markiert die westliche Gemeindegrenze.

## Geschichte
Der Ort liegt in der Lomagne, die im Mittelalter eine Vizegrafschaft war. Die Gemeinde gehörte von 1793 bis 1801 zum District Lectoure, zudem lag Castéra-Lectourois von 1793 bis 2015 im Wahlkreis (Kanton) Lectoure. Die Gemeinde war von 1801 bis 1926 dem Arrondissement Lectoure zugeteilt. Dieses wurde 1926 aufgelöst und die Gemeinde Teil des Arrondissements Condom.

## Bevölkerungsentwicklung
| Jahr                       | 1962 | 1968 | 1975 | 1982 | 1990 | 1999 | 2006 | 2014 | 2020 |
| Einwohner                  | 382  | 307  | 245  | 223  | 241  | 296  | 298  | 341  | 354  |
| Quellen: Cassini und INSEE |      |      |      |      |      |      |      |      |      |

## Sehenswürdigkeiten
- Kirche Sainte-Marie-Madeleine aus dem 15. Jahrhundert, Monument historique seit 1986[1]
- Kapelle Notre-Dame-des-Anges
- Denkmal für die Gefallenen[2]
- Château de Perès (Schloss in Privatbesitz)
- mehrere Wegkreuze und Madonnenstatuen

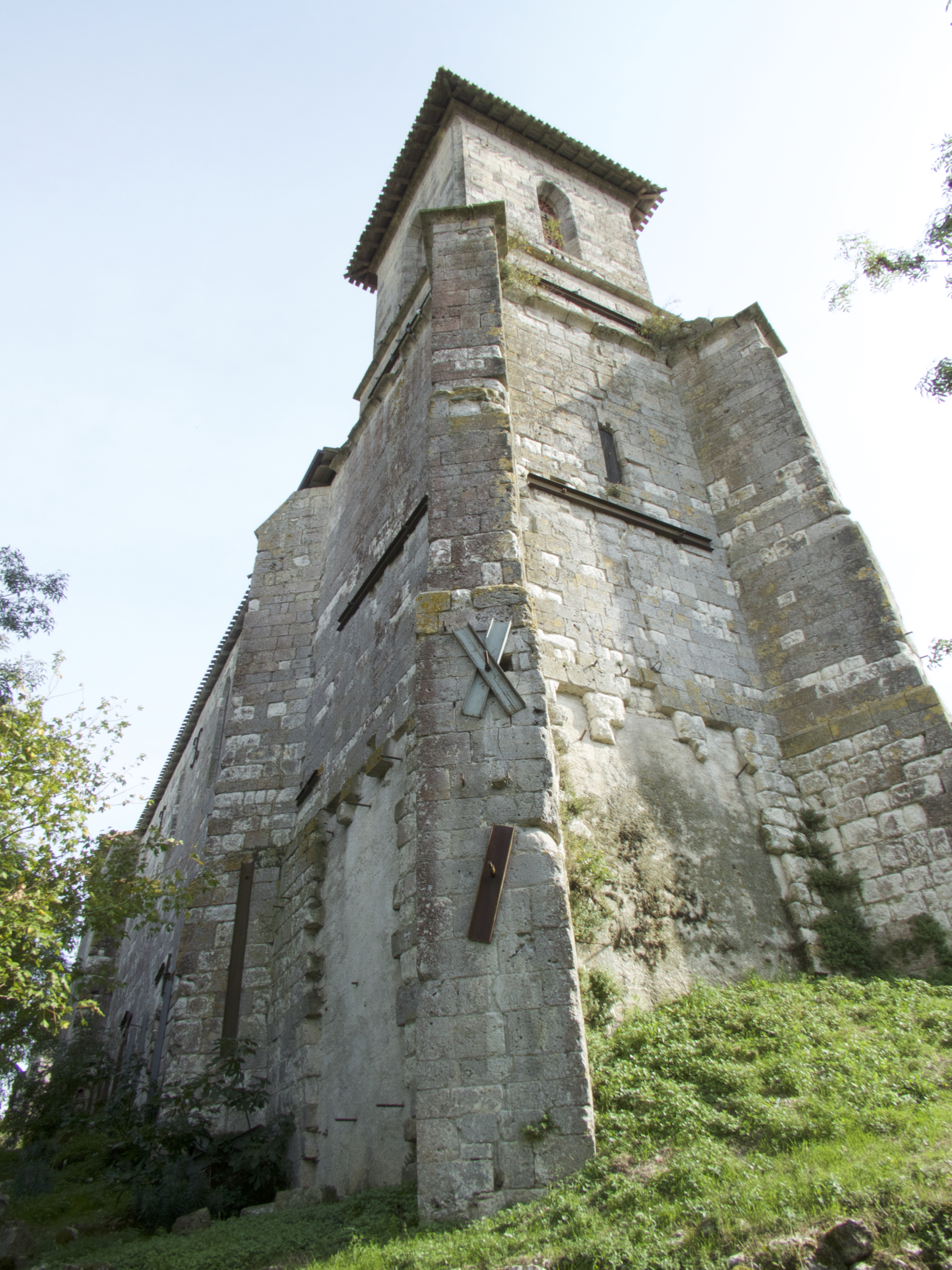
Turm der Kirche Sainte-Marie-Madeleine

## Persönlichkeiten
- Auguste Boué de Lapeyrère (1852–1924), Admiral der Marine Nationale und Politiker